# Proprioseiopsis rotundus
Proprioseiopsis rotundus är en spindeldjursart som först beskrevs av Muma 1961.  Proprioseiopsis rotundus ingår i släktet Proprioseiopsis och familjen Phytoseiidae. Inga underarter finns listade i Catalogue of Life.